# Cour des échevins

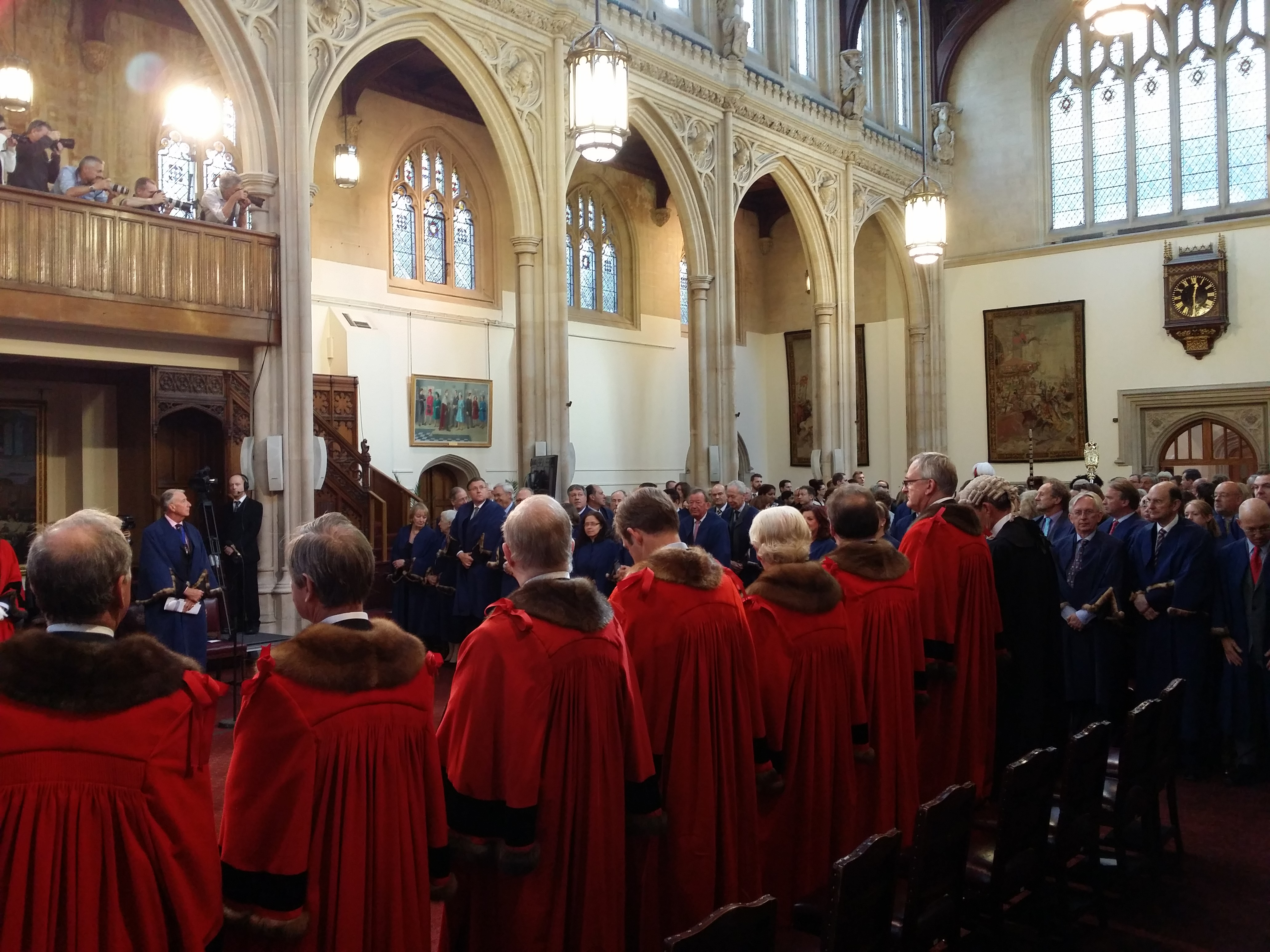
Échevins (vêtus de rouge) à Guildhall.

La Cour des échevins (en anglais : the Court of Aldermen) est l'une des institutions de la cité de Londres et de sa corporation. C'est un corps élu regroupant les vingt-cinq échevins de la Cité (soit un par « Ward ») et présidé par le Lord-maire, qui est le premier échevin.
Cette cour était à l'origine responsable de toute l'administration de la Cité, mais la plupart de ses responsabilités ont été remises à la « Court of Common Council » au XIVe siècle.
La Cour se réunit neuf fois par an dans la salle d'audience des échevins au Guildhall (en français : hôtel de ville) de Londres. Certaines des tâches qui lui sont dévolues sont l'approbation des gens à qui l'on remet les clés de la Cité et de la formation d'une nouvelle corporation des métiers, la nomination du juge de la Cité et l'office de maître des eaux et forêts (verderer) de la forêt d'Epping.